# Kościół św. Klemensa w Ustroniu
Kościół pod wezwaniem św. Klemensa papieża i męczennika – rzymskokatolicki kościół parafialny w Ustroniu na Śląsku Cieszyńskim.
Pierwsze wzmianki o parafii ustrońskiej pochodzą z 1447 roku. Kościół, który wówczas istniał, zbudowany prawdopodobnie w 1444 r., był drewniany i zlokalizowany na obecnym starym cmentarzu katolickim przy ul. Daszyńskiego. W okresie reformacji trafił w ręce ewangelików. Do Kościoła katolickiego powrócił w 1654 roku, jako filialny parafii w Goleszowie. W 1784 r. z powodu fatalnego stanu budynku podjęto decyzję o jego zamknięciu. Kościół rozebrano w 1787 r.
W 1785 roku utworzono nową, samodzielną parafię, a za świątynię posłużyła kaplica zlikwidowanego sierocińca jezuickiego. Po jej przebudowie na kościół późnobarokowo-klasycystyczny, poświęcono go 23 września 1788 roku - pierwszym proboszczem został były jezuita, pochodzący ze Skoczowa ksiądz Franciszek Teodor Entzendorfer.
W latach 1835–1837 roku w miejsce dotychczasowej wieży drewnianej wybudowano nową, murowaną, a w 1846 roku poszerzono nawę i prezbiterium. W takim kształcie świątynia istnieje do dziś.
Budynek kościoła został zwrócony prezbiterium na zachód. Posiada nawę trójprzęsłową, a w niej i w transepcie sklepienia żaglaste o wydatnych gurtach. Okna są zamknięte łukami segmentowymi, a dach dwuspadowy obecnie pokryty jest blachą. Wieża czworoboczna o oknach zamkniętych półkoliście nakryta została kopulastym hełmem i posiada zegar.
W ostatnich latach XX wieku dokonano kilku znaczących remontów - w 1997 roku wymieniono zegar na wieży.
Z zachowanych, ciekawszych elementów należy wymienić barokowo-klasycystyczną ambonę, chrzcielnicę, obraz św. Klemensa z XIX wieku oraz organy firmy Rieger o trakturze gry pneumatycznej z początku XX wieku. Uwagę zwracają drewniane, malowane stacje drogi krzyżowej z 1893 r. autorstwa Józefa Riffesera z pracowni w St. Ulrich w Południowym Tyrolu, restaurowane w bieżącym wieku.
Przed kościołem stoją kamienne figury św. Jana Nepomucena oraz św. Józefa z Dzieciątkiem, wykonane pod koniec XVIII wieku przez Wacława Donaya ze Skoczowa.
Od strony północnej do kościoła przylega dawny jezuicki sierociniec z 1740 roku, częściowo rozebrany w latach 30. XX wieku. W latach 70. XX w. jego pomieszczenia zaadaptowano do przyjmowania grup młodzieży z Ruchu Światło-Życie. Kolejny remont, z częściową rozbudowa budynku od strony dziedzińca, przeprowadzono w latach 1998-2000.

## Galeria

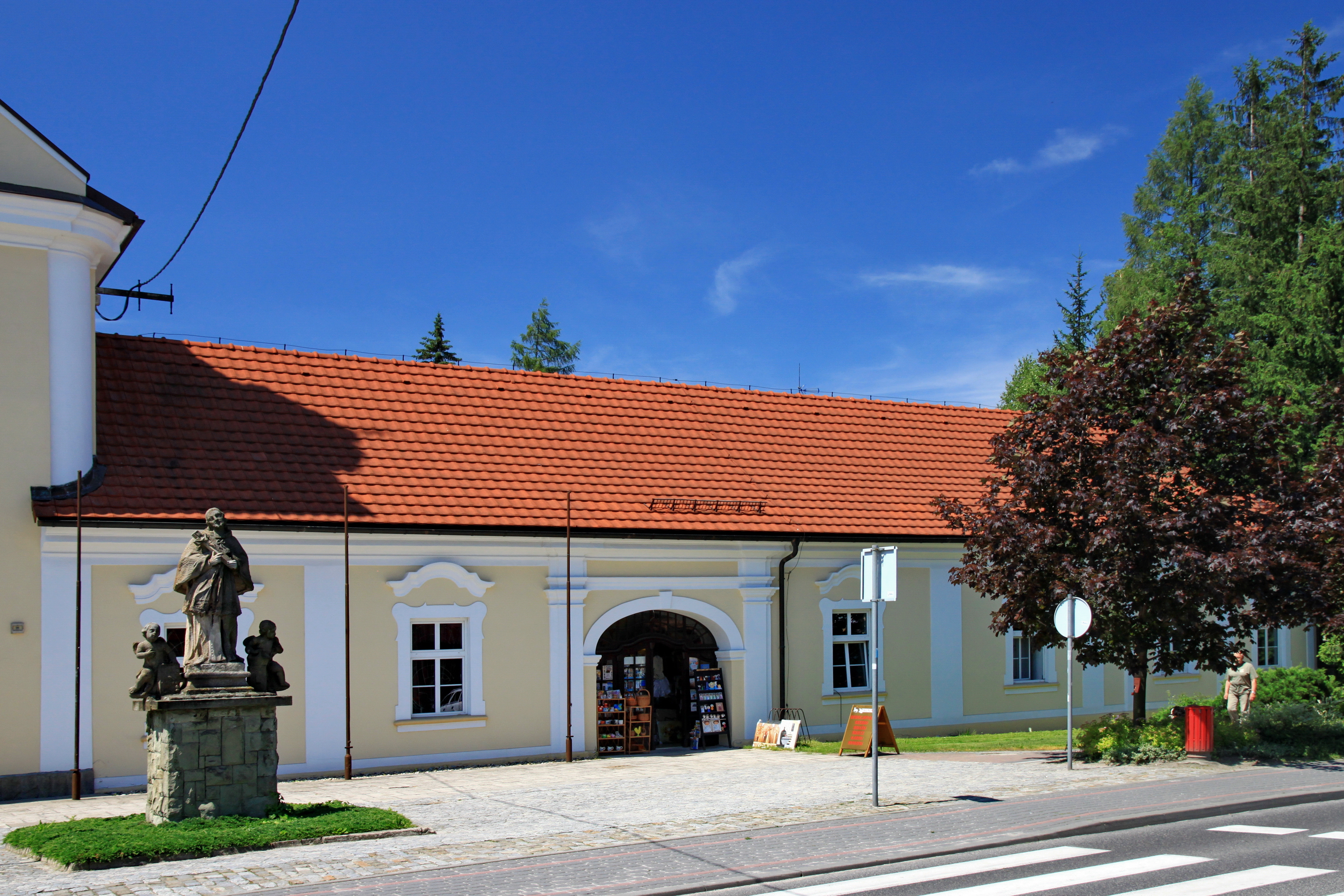
Dawny jezuicki sierociniec
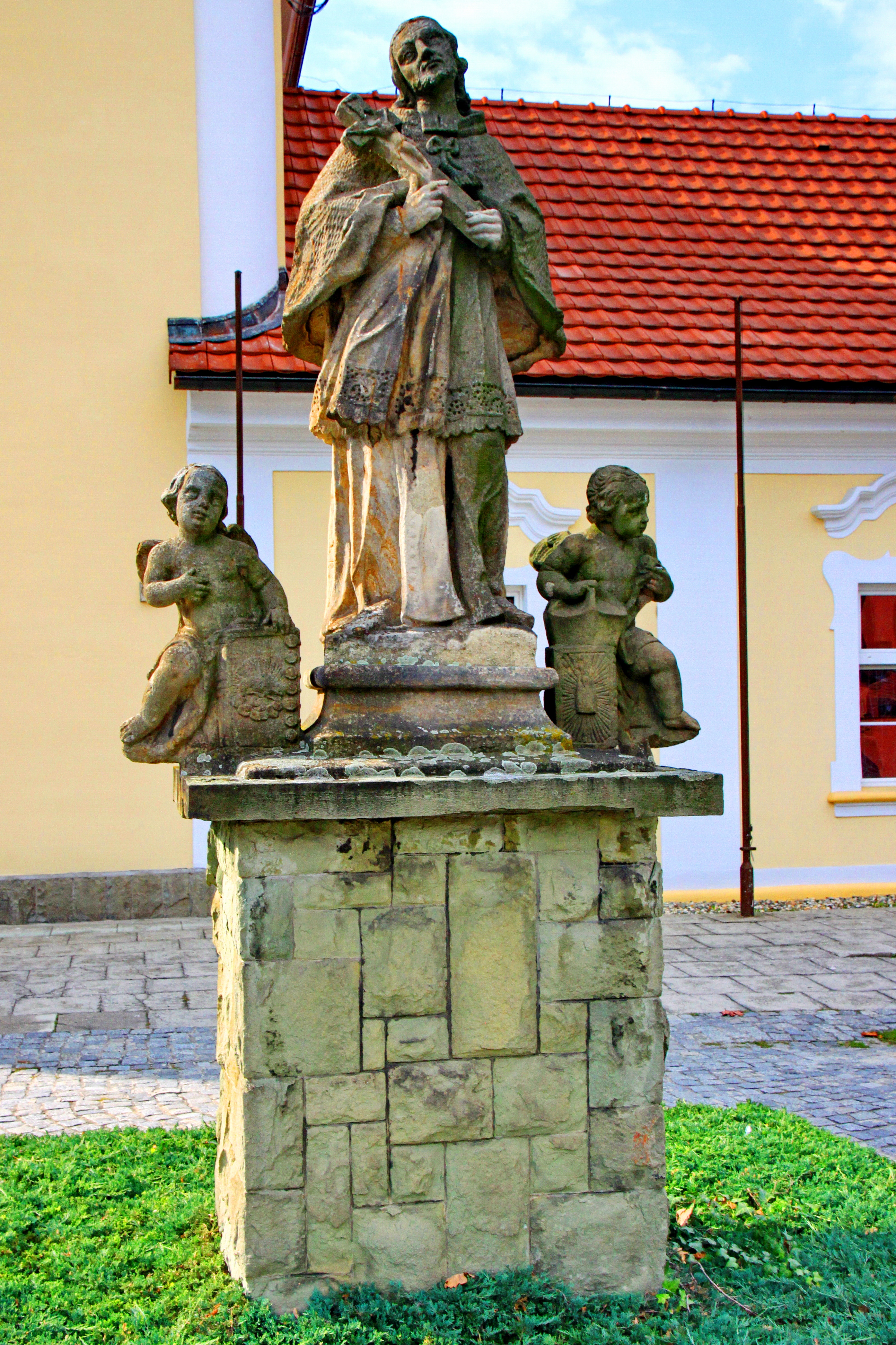
Figura św. Jana Nepomucena
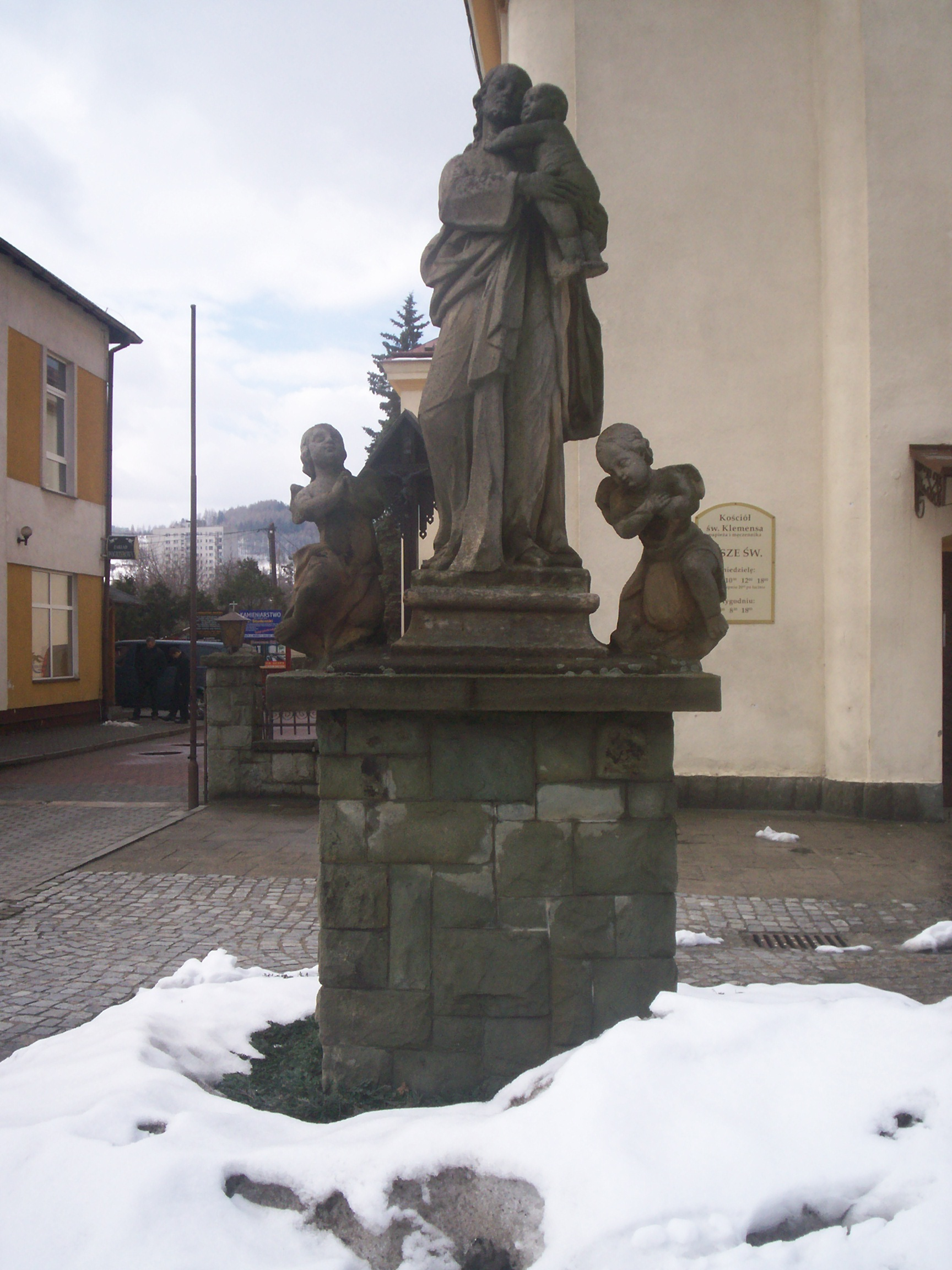
Figura św. Józefa z Dzieciątkiem